# الاتحاد الوطني لمرشدات نيكاراغوا
الاتحاد الوطني لمرشدات نيكاراغوا هو المنظمة الإرشادية الوطنية في نيكاراغوا. تأسست هذه المنظمة في عام 1940 وأصبحت عضوا منتسبا في الرابطة العالمية للمرشدات وفتيات الكشافة في عام 1981. المنظمة للفتيات فقط وتضم 2,213 عضوة (اعتبارا من عام 2012).